# Joris van Bredael

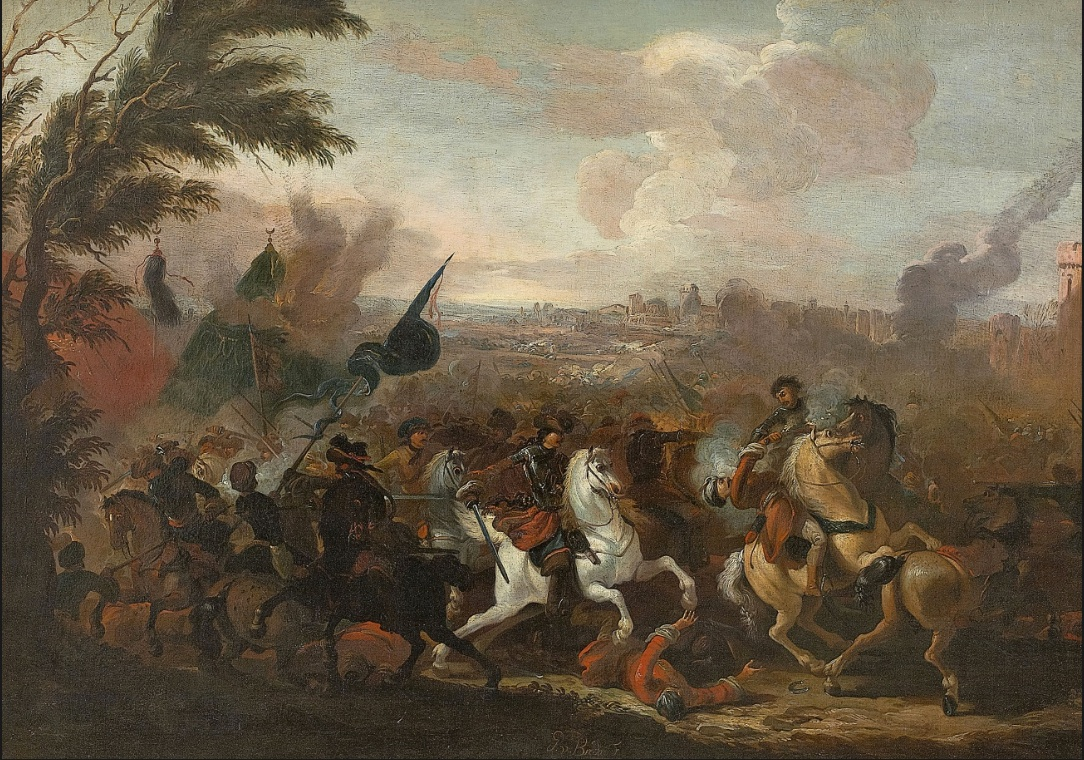
Batalla entre soldados cristianos y osmanes, óleo sobre lienzo de Joris van Bredael.

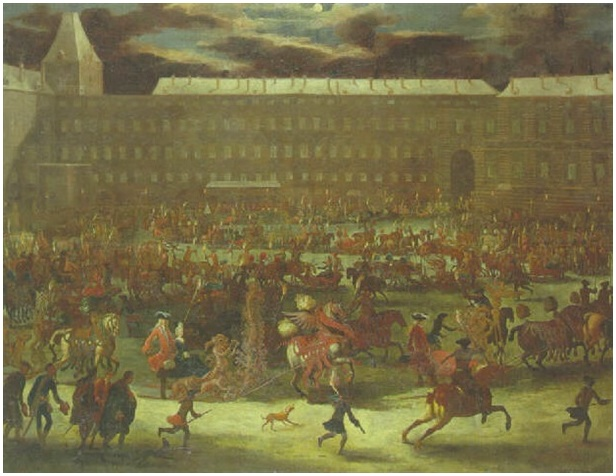
Un carrusel de trineos en el patio del palacio de Hofburg durante el reinado de Leopoldo I, óleo sobre lienzo de Joris van Bredael.

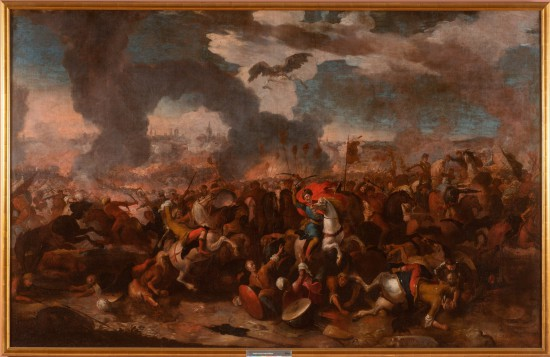
Jan III Sobieski en Viena, óleo sobre lienzo de Joris van Bredael.

Joris van Bredael (Amberes, 1 de enero de 1661-c. 1706) fue un pintor flamenco conocido por sus escenas de batalla y paisajes urbanos que representan alguna celebración o fiesta popular. Fue miembro de la destacada familia artística van Bredael.

## Biografía
Nació en Amberes en una familia de artistas como el segundo hijo de Peeter van Bredael, un conocido pintor especializado en escenas de mercado y fiestas de pueblo ambientadas en paisajes de estilo italiano, y An Veldener, hija de la escultora Jennyn Veldener. Dos de sus hermanos, Jan Peeter the Elder y Alexander van Bredael se convirtieron en pintores. Tras recibir entrenamiento de su padre, Joris van Bredael se convirtió en miembro del Gremio de San Lucas de Amberes en 1684.
El 25 de julio de 1681 contrajo matrimonio con Johanna Maria van Diepenbeeck, hija del destacado pintor barroco Abraham van Diepenbeeck. Sus dos hijos, Jozef y Jan Pieter, se convirtieron en pintores. Tras el fallecimiento de Johanna cerca de 1689-1690, Joris contrajo matrimonio en segundas nupcias con Anne van der Dort.
Trabajó en Amberes para comerciantes de arte como Guillam Forchondt. En 1690, Forchondt envió a los representantes de la empresa familiar en Viena seis escenas de batalla de Joris van Bredael que incluían un Relieve de Viena, una Captura de Buda, una Captura de Belgrado y una Captura de Gran. Fue maestro de Joannes Ludovicus Daudenfort y de sus dos hijos.
Sobre la base de una pintura de una vista invernal de Viena que se le atribuye, se deduce que Joris van Bredael pasó un tiempo en Viena.

## Obra
Se han conservado muy pocas pinturas de Joris van Bredael. Es conocido principalmente por sus escenas de batalla y vistas de la ciudad que típicamente representan alguna celebración o fiesta popular. Un ejemplo de vista de ciudad es Un carrusel de trineos en el patio del palacio de Hofburg durante el reinado de Leopoldo I, que representa un paseo nocturno en trineo por las plazas y calles de Viena, pasatiempo favorito de los vieneses durante los meses de invierno.
Una pieza de batalla que se le atribuye es Batalla entre soldados cristianos y osmanes. Los miembros de su familia, incluidos sus hijos, a menudo pintaban escenas de batalla similares, que parecen haber respondido a una demanda de la nobleza europea de representaciones de sus victorias sobre los turcos.